# Saint-Pavace

Saint-Pavace este o comună în departamentul Sarthe, Franța. În 2009 avea o populație de 1,840 de locuitori.